# سمندر لرستانی
سمندر کوهستانی لرستان یا سمندر خالدار قیصری یا سمندر قیصر یا سمندر خالدار  یا حاجی باریک آو (نام علمی: Neurergus kaiseri) گونه‌ای سمندر بسیار رنگی است که در جنوب رشته کوه‌های زاگرس در منطقه زیستگاه ووژن آب و چندین زیستگاه دیگر زندگی می‌کند.
مطابق مصوبه شورای عالی محیط زیست ایران به علت در خطر انقراض بودن نسل این دوزیست، خرید و فروش و حمل آن ممنوع بوده و فرد خاطی جریمه و بازداشت می‌شود.

## مشخصات
سمندر کوهستانی لرستان دارای بدنی به طول ۱۴ سانتیمتر است و پوست آن در قسمت پشتی قهوه‌ای رنگ با خال‌ها یا نوارهایی زرد یا نارنجی بوده که ظاهری زیبا به این دوزیست بومی ایران بخشیده‌است. از مشخصه‌های آن‌ها آبشش‌های بزرگ است. سمندر لرستانی اگر چه در آب‌های سرد زیست می‌نماید اما نسبت به گرما نیز مقاومت بیشتری در مقایسه با دیگر سمندرها از خود نشان می‌دهد. سمندر کوهستانی لرستان نخستین بار در سال ۱۹۳۸ توسط کایسر (قیصر) از شمال منطقه شهبازان استان لرستان یافت شد.

### زیستگاه
این‌گونه به عنوان یک گونه بومی منحصراً در مرزهای جنوبی استان لرستان و شمال استان خوزستان یافت می‌شود.
در منطقه کرکی از توابع شهرستان پل دختر در چشمه‌ها ورودهای کوچک و آب شیرین این منطقه نیز تعدادی از این جانور زندگی می‌کنند. این‌گونه در زیستگاه‌های زمینی شامل درختزارهای باز پسته و بلوط زندگی می‌کنند.
از جمله این زیست‌گاه‌ها می‌توان به زیست‌گاه‌های وژناب، بلالا، لفت، کرسر و کول سرمال اشاره کرد.

### رژیم غذایی
سمندر لرستانی از حشره‌ها، تخم و لارو آن‌ها، کرم خاکی و بندپایان کوچک تغذیه می‌کند..

## خطر انقراض
چنین تخمین زده می‌شود که کل جمعیت بالغ سمندر کوهستانی لرستان کمتر از ۱۰۰۰ عدد باشد. رنگ‌بندی متفاوت و زیبایی این جانور سبب شده تا سودجویان به منظور فروش آن با قیمتی بالا در بازارهای آسیایی و اروپایی اقدام به صید بی‌رویهٔ این دوزیست کرده و آن را در خطر انقراض نسل جدی قرار دهند. مردم محلی نیز که آن را به جای سمندر، «مارمولک رنگی» می‌نامند، سالیانه تعداد زیادی از آن‌ها را برای فروش در جشن‌های سال نو شکار می‌کنند.
به باور عده‌ای از کارشناسان محیط زیست، کاهش علاقه مردم به خرید ماهی قرمز نیز باعث افزایش خرید سمندر لرستانی و تهدید نسل آن شده‌است. زیرا برخی قاچاقچیان با زنده‌گیری این جانور، اقدام به فروش آن در ایام عید می‌کنند.
سمندر لرستانی یکی از زیباترین گونه‌های سمندر جهان در منطقه زاگرس ایران می‌باشد و فقط در کشور ایران و در منطقه شهبازان لرستان وجود دارد، این‌گونه در حال به انقراض رفتن می‌باشد. به گفته کارشناسان، ایران هنوز نمی‌تواند خود برای حفظ این سمندر اقداماتی مؤثر انجام دهد و کشورهای اروپایی از هم‌اکنون برای پرورش سمندر لرستان سرمایه‌گذاری قابل‌توجهی در لابراتوارهای و دانشگاه‌ها می‌کنند. کشور آلمان هزینه تحقیقاتی چندین صد میلیون دلاری را روی گونه سمندر لرستانی (اندمیک ایران) برای تکثیر در اختیار آزمایشگاه‌های دانشگاه‌های مختلف آلمان گذاشته‌است. حالا تعداد این «مارمولک رنگی» به‌قدری کم شده که ممکن است مردم خرم‌آباد و درود دیگر هیچ‌گاه آن را روی سنگ‌ها یا کنار آبشارها نبینند، دیگر هم‌اکنون کار بجایی رسیده‌است که به‌سختی می‌شود به حفظ حیات «سمندر لرستان» امیدوار بود.